# Gunnar Bergendal
Gunnar Seved Bergendal, född 22 juni 1930 i Lund, död 27 april 2020 i Norra Nöbbelövs distrikt, Skåne län, var en svensk matematiker och högskolerektor.
Bergendal avlade studentexamen vid högre allmänna läroverket i Kalmar 1948. Han blev fil kand 1951, fil mag 1953, fil lic 1957 och fil dr i matematik 1959, allt vid Lunds universitet. Han arbetade sedan som amanuens, assistent och biträdande lärare 1951–1959, blev docent 1959 och universitetslektor 1961.
Bergendal var byråchef vid universitetsförvaltningen i Lund 1967–1968 samt därefter sekreterare i 1968 års högskoleutredning 1968–1973. 1973 utnämndes han till rektor för lärarhögskolan i Malmö, en post han innehade till och med 1995. Han erhöll professors namn 1986.
Som student var Bergendal inskriven i Kalmar nation från 1948, var nationens prokurator 1952 och blev dess hedersledamot 1968. Han var "storkakmästare" i Kroppkakeorden 1968–1989 och nationens inspektor 1996–2005.